# 13 Tour
Tournées par Indochine
Black City Tour
(2013 - 2015) Central Tour
(2022)
Le 13 Tour est une tournée du groupe français Indochine qui a débuté le 10 février 2018 à Épernay et s'étant terminé le 23 juin 2019 à Lille. Elle est constituée de 3 vagues, la première ayant commencé le 10 février 2018  à Epernay et s'étant finie le 25 mai 2018 à Amneville. La seconde a commencé le 1er novembre 2018 à Rouen et s'est terminée le 21 décembre 2018 à Amnéville. Durant l'été, Indochine s'est produit dans cinq festivals. Un "concert + guest" s'est joué le 23 juin 2018 au Zénith Plein Air de Nancy. La troisième et "dernière" vague est la plus courte et était composée de 2 dates uniquement : les 22 et 23 juin 2019, au Stade Pierre-Mauroy de Lille.

## Dates
| Date                  | Ville            | Pays     | Lieu                          | Première partie       |
| --------------------- | ---------------- | -------- | ----------------------------- | --------------------- |
| PREMIÈRE VAGUE        |                  |          |                               |                       |
| 10 février 2018       | Épernay          | France   | Le Millésium                  | Requin Chagrin        |
| 16 février 2018       | Paris            | France   | AccorHotels Arena             | Requin Chagrin        |
| 17 février 2018       | Paris            | France   | AccorHotels Arena             | Grand Blanc           |
| 18 février 2018       | Paris            | France   | AccorHotels Arena             | Toybloïd              |
| 21 février 2018       | Lyon             | France   | Halle Tony Garnier            | Requin Chagrin        |
| 22 février 2018       | Lyon             | France   | Halle Tony Garnier            | Requin Chagrin        |
| 25 février 2018       | Strasbourg       | France   | Zénith Strasbourg Europe      | Requin Chagrin        |
| 3 mars 2018           | Montpellier      | France   | Sud de France Arena           | Requin Chagrin        |
| 9 mars 2018           | Toulouse         | France   | Zénith de Toulouse Métropole  | Requin Chagrin        |
| 13 mars 2018          | Bordeaux         | France   | Métropole Arena               | Requin Chagrin        |
| 17 mars 2018          | Bruxelles        | Belgique | Palais 12                     | Requin Chagrin        |
| 18 mars 2018          | Bruxelles        | Belgique | Palais 12                     | Grand Blanc           |
| 24 mars 2018          | Douai            | France   | Gayant Expo                   | Requin Chagrin        |
| 27 mars 2018          | Rouen            | France   | Zénith de Rouen               | Requin Chagrin        |
| 28 mars 2018          | Rouen            | France   | Zénith de Rouen               | Requin Chagrin        |
| 30 mars 2018          | Angers           | France   | Arena Loire                   | Requin Chagrin        |
| 2 avril 2018          | Nantes           | France   | Zénith de Nantes Métropole    | Requin Chagrin        |
| 3 avril 2018          | Nantes           | France   | Zénith de Nantes Métropole    | Requin Chagrin        |
| 6 avril 2018          | Clermont-Ferrand | France   | Zénith d'Auvergne             | Requin Chagrin        |
| 10 avril 2018         | Dijon            | France   | Zénith de Dijon               | Grand Blanc           |
| 11 avril 2018         | Dijon            | France   | Zénith de Dijon               | Grand Blanc           |
| 13 avril 2018         | Marseille        | France   | Le Dôme                       | Grand Blanc           |
| 18 avril 2018         | Nice             | France   | Palais Nikaïa                 | Grand Blanc           |
| 20 avril 2018         | Saint-Étienne    | France   | Zénith de Saint-Etienne       | Grand Blanc           |
| 26 avril 2018         | Genève           | Suisse   | Geneva Arena                  | Grand Blanc           |
| 28 avril 2018         | Limoges          | France   | Zénith Limoges Métropole      | Grand Blanc           |
| 3 mai 2018            | Orléans          | France   | Zénith d'Orléans              | Requin Chagrin        |
| 15 mai 2018           | Amiens           | France   | Zénith d'Amiens               | Grand Blanc           |
| 16 mai 2018           | Amiens           | France   | Zénith d'Amiens               | Grand Blanc           |
| 18 mai 2018           | Caen             | France   | Zénith de Caen                | Grand Blanc           |
| 19 mai 2018           | Caen             | France   | Zénith de Caen                | Grand Blanc           |
| 22 mai 2018           | Lille            | France   | Zénith de Lille               | Grand Blanc           |
| 23 mai 2018           | Lille            | France   | Zénith de Lille               | Grand Blanc           |
| 25 mai 2018           | Amnéville        | France   | Galaxie                       | Grand Blanc           |
| INTERLUDE : FESTIVALS |                  |          |                               |                       |
| 23 juin 2018          | Nancy            | France   | Zénith de Nancy               | Hollysiz / Dream Wife |
| 28 juin 2018          | Marmande         | France   | Garorock                      | -                     |
| 7 juillet 2018        | Saint-Nolff      | France   | Fête du bruit dans Landerneau | -                     |
| 13 juillet 2018       | Nîmes            | France   | Festival de Nîmes             | -                     |
| 14 juillet 2018       | Aix-les-Bains    | France   | Musilac                       | -                     |
| 22 juillet 2018       | Nyon             | Suisse   | Paléo Festival Nyon           | -                     |
| 27 juillet 2018       | Colmar           | France   | Foire aux vins d'Alsace       | -                     |
| DEUXIÈME VAGUE        |                  |          |                               |                       |
| 1er novembre 2018     | Rouen            | France   | Zénith de Rouen               | -                     |
| 3 novembre 2018       | Bruxelles        | Belgique | Palais 12                     | -                     |
| 4 novembre 2018       | Bruxelles        | Belgique | Palais 12                     | -                     |
| 8 novembre 2018       | Toulouse         | France   | Zénith de Toulouse Métropole  | -                     |
| 10 novembre 2018      | Bordeaux         | France   | Métropole Arena               | -                     |
| 14 novembre 2018      | Paris            | France   | AccorHotels Arena             | -                     |
| 16 novembre 2018      | Paris            | France   | AccorHotels Arena             | -                     |
| 17 novembre 2018      | Paris            | France   | AccorHotels Arena             | -                     |
| 21 novembre 2018      | Dijon            | France   | Zénith de Dijon               | -                     |
| 23 novembre 2018      | Nantes           | France   | Zénith de Nantes Métropole    | -                     |
| 24 novembre 2018      | Nantes           | France   | Zénith de Nantes Métropole    | -                     |
| 1er décembre 2018     | Strasbourg       | France   | Zénith Strasbourg Europe      | -                     |
| 5 décembre 2018       | Lille            | France   | Zénith de Lille               | -                     |
| 8 décembre 2018       | Lyon             | France   | Halle Tony-Garnier            | -                     |
| 11 décembre 2018      | Clermont-Ferrand | France   | Zénith d'Auvergne             | -                     |
| 21 décembre 2018      | Amnéville        | France   | Galaxie                       | -                     |
| DERNIERE VAGUE        |                  |          |                               |                       |
| 22 juin 2019          | Lille            | France   | Stade Pierre-Mauroy           | Still Corners         |
| 23 juin 2019          | Lille            | France   | Stade Pierre-Mauroy           | Requin Chagrin        |

## Setlist

### La Première Vague
1. Black Sky
2. 2033
3. Henry Darger
4. Station 13
5. Adora
6. Miss Paramount ou Alice et June
7. La Vie Est Belle
8. Tes Yeux Noirs
9. Gloria
10. Kimono Dans L'Ambulance
11. Song For A Dream
12. Un Été Français
13. Tomboy 1 ou Suffragettes BB
14. A l'Assaut (des Ombres sur l'O)
15. Club 13 (Canary Bay, Kill Nico, Les Tzars, Paradize)
16. Electrastar
17. J'ai Demandé à la Lune
18. Collège Boy
19. 3 Nuits Par Semaine
20. L'Aventurier
21. Karma Girls

### La Deuxième Vague
1. Black Sky
2. Cérémonia
3. 2033
4. Henry Darger
5. Station 13
6. Alice et June
7. A l'Assaut (des Ombres sur l'O)
8. La Vie Est Belle
9. Tes Yeux Noirs
10. Gloria
11. Kimono Dans L'Ambulance
12. Trump le Monde
13. Rose Song ou Little Dolls
14. Song For A Dream
15. Un Été Français
16. Club 13 (Canary Bay / Les Tzars / Paradize / Adora / La Machine a Rattraper Le Temps / Kill Nico)
17. J'ai Demandé à la Lune
18. Kao Bang ou La Chevauchée des Champs de Blé (acoustique)
19. Salômbo ou Le Lac (acoustique)
20. 3ème Sexe (acoustique)
21. Collège Boy
22. 3 Nuits Par Semaine
23. L'Aventurier
24. Karma Girls ou Cartagène

### La Dernière Vague
1. Black Sky
2. Cérémonia (seulement le 23/06)
3. 2033
4. Henry Darger
5. Station 13
6. Alice et June
7. Miss Paramount
8. A l'Assaut (des Ombres sur l'O)
9. La Vie Est Belle
10. Tes Yeux Noirs
11. Gloria
12. Kimono Dans L'Ambulance
13. Dunkerque
14. La 13e Vague ou Little Dolls
15. Song For A Dream
16. Un Été Français
17. Club 13 (Canary Bay / Les Tzars / Paradize / Adora / Belfast / Kill Nico)
18. J'ai Demandé à la Lune (acoustique avec La Garde Républicaine)
19. Salômbo (acoustique avec La Garde Républicaine) ou Le Lac
20. Justine (acoustique avec La Garde Républicaine) Le Manoir
21. La Chevauchée des Champs de Blé (acoustique avec La Garde Républicaine)
22. 3ème Sexe (acoustique avec La Garde Républicaine)
23. Electrastar (avec Lou)
24. Collège Boy
25. 3 Nuits Par Semaine
26. L'Aventurier
27. Cartagène
28. Karma Girls